# Franck Essomba
Franck Leopold Essomba Tchoungui (Douala, 9 febbraio 1987) è un calciatore camerunese, centrocampista del Mulhouse.

## Carriera
Debutta con il Bordj Bou Arreridj il 27 aprile 2009 nella vittoria per 3-1 contro l'ASO Chlef, dove mette a segno una doppietta.
Nell'estate del 2010 si trasferisce al Jagiellonia Białystok, firmando un contratto annuale, dopo essere stato svincolato per una stagione.
Debutta con lo Jagiellonia il 26 settembre 2010 quando subentra all'84' a Rafał Grzyb nella vittoria per 2-0 contro lo Zagłębie Lubin. Dal 2013 gioca nell'Olympique Beja, squadra della massima serie tunisina.